# Antonio Melandri
Antonio Melandri (Faenza (Emília-Romanya), 11 de febrer, 1891 – Reggio-Emília Emília-Romanya, 1970) va ser un tenor italià.

## Biografia
Inicialment va estudiar i actuar com a oboista, després, animat per la seva bella veu, va estudiar cant a Milà. El seu debut va tenir lloc el 1923 al Teatre Coccia de Novara amb Lucia di Lammermoor.
Va cantar al Teatro alla Scala de 1926 a 1934 i va actuar als principals teatres italians (La Fenice de Venècia, Comunale de Florència, San Carlo de Nàpols), a Europa i Sud-amèrica fins a principis de la dècada de 1940. En particular, va ser molt apreciat al Teatro Colón de Buenos Aires.
Tenia un repertori molt vast, principalment orientat cap al repertori de tenor dramàtic i en particular el verista (la seva veu era comparada amb la d'Aureliano Pertile). Les òperes més representades van ser: La traviata, Otello (també va interpretar l'inacabat Rei Lear de Verdi), El crepuscle dels déus, Turandot, La fanciulla del West, Carmen, Cavalleria rusticana, Isabeau, Fedora, La campana sommersa.
Va impartir classes al Conservatori Giovanni Battista Martini de Bolonya, on va formar, entre d'altres, el baix Ferruccio Mazzoli i els tenors Gianni Raimondi i Luciano Saldari.

## Repertori
| Rol                   | Títol                   | Autor      |
| --------------------- | ----------------------- | ---------- |
| Pollione              | Norma                   | Bellini    |
| Don José              | Carmen                  | Bizet      |
| Faust                 | Mefistofele             | Boito      |
| Walter                | Loreley                 | Catalani   |
| Maurizio di Sassonia  | Adriana Lecouvreur      | Cilea      |
| Edgardo di Ravenswood | Lucia di Lammermoor     | Donizetti  |
| Andrea Chénier        | Andrea Chénier          | Giordano   |
| Loris Ipanov          | Fedora                  | Giordano   |
| Turiddu               | Cavalleria rusticana    | Mascagni   |
| Folco                 | Isabeau                 | Mascagni   |
| Dick Johnson          | La fanciulla del West   | Puccini    |
| Calaf                 | Turandot                | Puccini    |
| Enrico                | La campana sommersa     | Respighi   |
| Gherardo Gherardi     | Madonna Oretta          | Riccitelli |
| Ernani                | Ernani                  | Verdi      |
| Alfredo Germont       | La traviata             | Verdi      |
| Riccardo              | Un ballo in maschera    | Verdi      |
| Otello                | Otello                  | Verdi      |
| Tannhäuser            | Tannhäuser              | Wagner     |
| Sigfrido              | Il crepuscolo degli dei | Wagner     |

## Discografia
- Cavalleria rusticana, amb Giannina Arangi, Lombardi, Giorgio Lulli, dir. Lorenzo Molajoli - Columbia 1930
- Ernani, amb Iva Pacetti, Gino Vanelli, Corrado Zambelli, dir. Lorenzo Molajoli - Columbia 1930
- Fedora, amb Gilda Dalla Rizza, Emilio Ghirardini, Luba Mirella, dir. Lorenzo Molajoli - Columbia 1931
- Mephistopheles, amb Nazzareno De Angelis, Mafalda Favero, Giannina Arangi Lombardi, dir. Lorenzo Molajoli - Columbia 1931
- Cavalleria rusticana, amb Lina Bruna Rasa, Afro Poli, dir. Pietro Mascagni - en directe La Haia 1938 Bongiovanni/Gremi